# Laserfernglas
Das Laserfernglas ist ebenso wie die Laserpistole ein Geschwindigkeitsmesser auf Laserbasis.
Laserferngläser werden sowohl als reines Fernglas ohne Dokumentation als auch in Verbindung mit einer Videokamera zur Dokumentation gebaut.
Das Laserfernglas wie auch die Laserpistole sind in ihrer Genauigkeit sehr von der messenden Person abhängig. Wird eine nicht senkrecht zum Laserstrahl stehende Fläche gemessen und wird der Laserstrahl während der Messung bewegt (das bedeutet, er ist nicht exakt auf den gleichen Punkt gerichtet), so ergeben sich Messfehler deutlich oberhalb der üblichen Toleranz (zumeist 3 km/h bei 100 km/h).